# بهضمية
البهضمية (الاسم العلمي: Megatheriidae) هيفصيلة منقرضة من الكسلانات الأرضية التي عاشت منذ قرابة 23 مليون سنة إلى 11000 سنوات.